# 陕西国力足球俱乐部
陕西国力足球俱乐部（英语：Shaanxi Guoli FC；一般称陕西国力）是一家已经解散的中国足球俱乐部，主场位于中国西北第一大城市西安，俱乐部曾夺得2000年中国足球甲B联赛冠军，曾是一支在中国足坛享有盛誉的足球俱乐部，拥有坚实而又广泛的球迷群体。

## 球队历史

### 前身
陕西国力足球俱乐部，前身为陕西足球队。陕西足球队为陕西省体委属下的专业足球队，在历史上战绩卓著，曾参加了第一届全国运动会获得第六名并跻身甲级，一运会至五运会陕西队连续杀入决赛阶段，具有“坚守强攻硬到底”的特点。

### 俱乐部创建
1996年2月28日，陕西民营企业家李志民筹建了这家属于陕西的足球俱乐部——陕西国力足球俱乐部，贾秀全担任球队的首任主教练，尚青为队长。

### 进入中国甲级联赛
在贾秀全悉心调教下，1997年10月国力队客场在长沙冲甲B成功。至此中国西北诞生了第一支全国甲级俱乐部。1999年，谷明昌取代贾秀全，成为陕西国力队主教练，陕西国力队在冲入甲B联赛后连续两年的排名均为第十。1999年底，陕西国力聘请巴西主教练卡洛斯执教球队，谷明昌也被江苏加佳聘为主教练。
2000年7月15日，陕西国力在主场被成都五牛以1-1逼平，主裁判李玉红的争议判罚导致了球迷骚乱，西安赛区承办该年甲B联赛第17轮至22轮的主场资格被取消，国力队也将主场迁至宝鸡，最终成功沖入甲A。

### 没落
2003年8月，王珀就任国力俱乐部总经理，任上因打假球而屡遭陕西球迷批评、咒骂，球队在同年的末代甲A联赛中排名垫底，降入中甲联赛。此后球队陷入动荡，一度将主场迁至宁波和哈尔滨。2005年，俱乐部以“哈尔滨人足球队”参加中国足球甲级联赛，仅打一主一客一足协杯三场赛。同年4月1日，由于长期的欠薪未能解决，俱乐部被中国足协取消甲级联赛資格，俱乐部随后解散。2009年开始的中国足坛反腐风暴中，陕西国力被查出在2003年中国足球甲A联赛中打假球，球队老板李志民、老总王珀收受黑钱，指使球员消极比赛，帮助四川冠城保级、上海申花夺冠。2013年，中国足协宣布收回原陕西国力足球俱乐部2003 年全国足球甲级队A组联赛取得的全部奖项。
| 赛季   | 联赛级别 | 联赛 | 排名 | 主场   | 名称             | 备注                           |
| ------ | -------- | ---- | ---- | ------ | ---------------- | ------------------------------ |
| 1997年 | 三级     | 乙级 | 4    | 陕西   | 陕西国力         | 赛季后升入甲B                  |
| 1998年 | 二级     | 甲B  | 10   | 陕西   | 陕西国力         |                                |
| 1999年 | 二级     | 甲B  | 10   | 陕西   | 陕西国力         |                                |
| 2000年 | 二级     | 甲B  | 1    | 陕西   | 陕西国力         | 赛季后升入甲A                  |
| 2001年 | 顶级     | 甲A  | 9    | 陕西   | 陕西国力汉斯啤酒 |                                |
| 2002年 | 顶级     | 甲A  | 15   | 陕西   | 陕西国力         |                                |
| 2003年 | 顶级     | 甲A  | 15   | 陕西   | 陕西国力         | 联赛改制，赛季后降入第二级联赛 |
| 2004年 | 二级     | 甲级 | 12   | 宁波   | 宁波国力         |                                |
| 2005年 | 二级     | 甲级 | 14   | 哈尔滨 | 哈尔滨国力       | 勒令降級后解散                 |

## 曾使用名稱
- 1996-2004年陕西国力
- 2004年宁波国力
- 2005年哈尔滨国力（哈尔滨人足球队）